# Nicolette Larson
Nicolette Larson (Helena (Montana), 17 juli 1952 - Los Angeles, 16 december 1997) was een Amerikaanse pop- en countryzangeres. Ze werkte veel met Neil Young en is te horen als achtergrondzangeres op een aantal albums van Neil Young (Comes a time, American stars 'n bars, Rust never sleeps). Ze was in de jaren 1970 ook achtergrondzangeres bij The Doobie Brothers (Minute by Minute, One Step Closer), Linda Ronstadt (Mad Love), Emmylou Harris, Commander Cody en anderen.
In 1978 maakte ze een eerste soloalbum Nicolette en de single daaruit, "Lotta love", geschreven door Neil Young, werd een toptien-hit in de Verenigde Staten en nummer 1 in de "Adult Contemporary"-lijst van Billboard Magazine.
In 1988 droeg Larson bij aan de soundtracks van de films Renegade en Twins met respectievelijk de nummers "Let me be the one" en "I'd die for this dance". De laatstgenoemde werd live uitgevoerd op het scherm door Larson vergezeld van Jeff Beck.
Nicolette Larson stierf op 45-jarige leeftijd in het UCLA Medical Center in Los Angeles ten gevolge van een hersenoedeem veroorzaakt door een leverfalen. Ze was tweemaal getrouwd: een eerste maal met gitarist/songschrijver Hank DeVito en vanaf 1990 met de bekende sessiedrummer Russ Kunkel. Ze hadden een dochter, Elsie May. Larson is begraven op Forest Lawn Memorial Park (Hollywood Hills).

## Discografie
Albums:
- 1978 – Nicolette
- 1979 – In the nick of time
- 1979 – Live at The Roxy (als promo)
- 1981 – Radioland
- 1982 – All dressed up & No place to go
- 1985 – ...Say when
- 1986 – Rose of my heart
- 1987 – Shadows of love
- 1994 – Sleep, baby, sleep
- 1999 – The very best of Nicolette Larson
- 2006 – A tribute to Nicolette Larson: Lotta Love Concert
- 2006 – Live at The Roxy (opname van 1979)